# 21 км (пост, Україна)
Пост 21 км — колійний пост Конотопської дирекції залізничних перевезень Південно-Західної залізниці. Код поста в ЄМР 326234. Код Експрес 2200452.
Розташований на лінії Хоробичі — Бахмач-Гомельський між станціями Часниківка (8 км) та Доч (2,5 км). Відстань до Хоробичів — 115 км, до Бахмача-Гомельського — 20 км.
Пасажирського та вантажного значення не має.